# Torneo Clausura 2005 (Chile)
El Campeonato Nacional de Clausura “BancoEstado” de Primera División de Fútbol Profesional, año 2005 fue el segundo y último torneo de la temporada 2005 de la primera división chilena de fútbol. Comenzó el 15 de julio y finalizó el 22 de diciembre de 2005. 
El trofeo fue ganado por la Universidad Católica, tras derrotar en definición a penales a su clásico rival, Universidad de Chile en la final disputada en el Estadio Nacional. Fue la segunda ocasión en que el campeón chileno se definía a través del expediente de lanzamientos del punto penal: la vez anterior la misma Universidad de Chile había ganado el título venciendo por esta vía a Cobreloa en el Apertura 2004, en Calama.
Su transmisión en vivo fue a través del canal CDF Premium (CDF Básico emitió partidos en diferido). Los goles fueron estrenados en televisión abierta en Canal 13, para ser luego liberados a la medianoche del lunes siguiente, para que lo emitan los otros canales de televisión abierta chilena.

## Modalidad
El campeonato se jugó al estilo de los torneos de la Primera división mexicana. Los 20 equipos se enfrentaron en modalidad "todos contra todos", en una Fase Clasificatoria. 
Los equipos se agruparon en cuatro grupos (tres de cinco equipos y uno de cuatro), clasificando a segunda ronda (play-off) los dos mejores puntajes de cada grupo. 
Existió, adicionalmente, la posibilidad de un "repechaje" en caso de que un tercero de grupo obtuviese un mejor puntaje en la clasificación general que el segundo de otro grupo. En este caso se jugaba un partido de repechaje en la cancha del equipo con mayor puntaje durante la Fase Clasificatoria.

## Desarrollo
El campeón, Universidad Católica, dirigido por el estratega Jorge Pellicer, había ganado la fase regular del torneo, marcando la segunda oportunidad en que el puntero de la etapa regular se queda finalmente con el título, desde que Cobreloa lo había logrado en el Apertura 2003. La UC se encaminaba a conseguir el título de forma invicta, hasta que perdió el partido de vuelta de la final contra la Universidad de Chile por 2-1. Los cruzados jugaron 25 partidos, entre la fase regular y los play-offs, con 18 triunfos, 6 empates y apenas 1 derrota, lo que les significó un rendimiento global de un 80%. 
Al final del campeonato descendieron dos equipos a Primera B, luego de tres años sin descensos en la Primera División de Chile. Para tal efecto, se tomaron en cuenta los puntajes promedio de los equipos involucrados en las tres últimas temporadas.

## Equipos por región
| Región               | N.º | Equipos |
| -------------------- | --- | --- |
| Región Metropolitana | 7   | Audax Italiano, Colo-Colo, Deportes Melipilla, Palestino, Unión Española, Universidad Católica y Universidad de Chile |
| Valparaíso           | 3   | Everton, Santiago Wanderers y Unión San Felipe                                                                        |
| Biobío               | 3   | Deportes Concepción, Huachipato y Universidad de Concepción                                                           |
| Coquimbo             | 2   | Coquimbo Unido y Deportes La Serena                                                                                   |
| Antofagasta          | 1   | Cobreloa |
| Atacama              | 1   | Cobresal |
| Maule                | 1   | Rangers |
| Araucanía            | 1   | Deportes Temuco |
| Los Lagos            | 1   | Deportes Puerto Montt                                                                                                 |

|
| Audax Italiano Universidad de Chile Colo-Colo Universidad Católica Unión Española Palestino \| Deportes Melipilla \| |
| Deportes Melipilla                                                                                                   |

|}

## Datos de los clubes
Fecha de actualización: 8 de noviembre de 2005
| Equipo                    | Entrenador            | Estadio                    | Capacidad |
| ------------------------- | --------------------- | -------------------------- | --------- |
| Audax Italiano            | Eduardo Ahumada       | Municipal de La Florida    | 8.500     |
| Cobreloa                  | Miguel Hermosilla     | Municipal de Calama        | 20.000    |
| Cobresal                  | Gustavo Huerta        | El Cobre                   | 20.000    |
| Colo-Colo                 | Ricardo Dabrowski     | Monumental                 | 62.500    |
| Coquimbo Unido            | Mario Chirino         | Francisco Sánchez Rumoroso | 15.000    |
| Deportes Concepción       | Humberto López        | Municipal de Collao        | 35.000    |
| Deportes La Serena        | Víctor Hugo Castañeda | La Portada                 | 18.500    |
| Deportes Melipilla        | Guillermo Páez        | Roberto Bravo Santibáñez   | 6.500     |
| Deportes Puerto Montt     | Fernando Cavalleri    | Chinquihue                 | 13.000    |
| Deportes Temuco           | Osvaldo Villegas      | Germán Becker              | 20.390    |
| Everton                   | Jorge Garcés          | Sausalito                  | 25.000    |
| Huachipato                | Arturo Salah          | Las Higueras               | 10.000    |
| Palestino                 | Fernando Carvallo     | Santa Laura                | 28.500    |
| Rangers                   | Yuri Fernández        | Fiscal de Talca            | 17.020    |
| Santiago Wanderers        | Mario Soto            | Playa Ancha                | 19.000    |
| Unión Española            | Fernando Díaz         | Santa Laura                | 28.500    |
| Unión San Felipe          | Hernán Godoy          | Municipal de San Felipe    | 12.000    |
| Universidad Católica      | Jorge Pellicer        | San Carlos de Apoquindo    | 20.000    |
| Universidad de Chile      | Héctor Pinto          | Nacional                   | 66.650    |
| Universidad de Concepción | Gualberto Jara        | Municipal de Concepción    | 35.000    |

Nota: Los técnicos debutantes en este torneo están en cursiva.

#### Cambios de entrenadores
Los entrenadores interinos aparecen en cursiva.
| Equipo              | Entrenador        | Fechas        |
| ------------------- | ----------------- | ------------- |
| Audax Italiano      | Óscar Meneses     | 1 - 18        |
| Audax Italiano      | Eduardo Ahumada   | 19 - Presente |
| Cobreloa            | Jorge Socías      | 1 - 8         |
| Cobreloa            | Eduardo Fournier  | 9             |
| Cobreloa            | Miguel Hermosilla | 10 - Presente |
| Coquimbo Unido      | Raúl Toro         | 1 - 16        |
| Coquimbo Unido      | Mario Chirino     | 17 - Presente |
| Deportes Concepción | Óscar del Solar   | 1             |
| Deportes Concepción | Gustavo Viveros   | 2             |
| Deportes Concepción | Humberto López    | 3 - Presente  |

## Fase Clasificatoria

### Grupo A
| Pos | Equipo                | Pts | PJ | G  | E | P  | GF | GC | DIF |
| --- | --------------------- | --- | -- | -- | - | -- | -- | -- | --- |
| 1   | Universidad Católica  | 49  | 19 | 15 | 4 | 0  | 33 | 3  | +30 |
| 2   | Huachipato            | 34  | 19 | 10 | 4 | 5  | 31 | 20 | +11 |
| 3   | Deportes Concepción   | 33  | 19 | 9  | 6 | 4  | 28 | 24 | +4  |
| 4   | Unión San Felipe      | 23  | 19 | 6  | 5 | 8  | 24 | 33 | -9  |
| 5   | Deportes Puerto Montt | 18  | 19 | 5  | 3 | 11 | 17 | 31 | -14 |

### Grupo B
| Pos | Equipo               | Pts | PJ | G  | E | P  | GF | GC | DIF |
| --- | -------------------- | --- | -- | -- | - | -- | -- | -- | --- |
| 1   | Universidad de Chile | 38  | 19 | 11 | 5 | 3  | 34 | 24 | +10 |
| 2   | Deportes La Serena   | 24  | 19 | 6  | 6 | 7  | 24 | 24 | 0   |
| 3   | Everton              | 23  | 19 | 5  | 8 | 6  | 23 | 22 | +1  |
| 4   | Santiago Wanderers   | 23  | 19 | 6  | 5 | 8  | 17 | 23 | -6  |
| 5   | Deportes Temuco      | 19  | 19 | 6  | 1 | 12 | 17 | 39 | -22 |

### Grupo C
| Pos | Equipo         | Pts | PJ | G | E | P | GF | GC | DIF |
| --- | -------------- | --- | -- | - | - | - | -- | -- | --- |
| 1   | Cobresal       | 28  | 19 | 8 | 4 | 7 | 30 | 24 | +6  |
| 2   | Cobreloa       | 23  | 19 | 6 | 5 | 8 | 23 | 21 | +2  |
| 3   | Palestino      | 23  | 19 | 4 | 8 | 7 | 24 | 28 | -4  |
| 4   | Audax Italiano | 18  | 19 | 4 | 6 | 9 | 24 | 32 | -8  |
| 5   | Rangers        | 18  | 19 | 4 | 6 | 9 | 24 | 32 | -8  |

### Grupo D
| Pos | Equipo                    | Pts | PJ | G  | E | P  | GF | GC | DIF |
| --- | ------------------------- | --- | -- | -- | - | -- | -- | -- | --- |
| 1   | Colo-Colo                 | 44  | 19 | 13 | 5 | 1  | 47 | 17 | +30 |
| 2   | Universidad de Concepción | 27  | 19 | 8  | 3 | 8  | 27 | 28 | -1  |
| 3   | Unión Española            | 24  | 19 | 6  | 6 | 7  | 30 | 34 | -4  |
| 4   | Deportes Melipilla        | 20  | 19 | 6  | 2 | 11 | 17 | 23 | -6  |
| 5   | Coquimbo Unido            | 15  | 19 | 3  | 6 | 10 | 18 | 30 | -12 |

 Pts=Puntos; PJ=Partidos jugados; G=Partidos ganados; E=Partidos empatados; P=Partidos perdidos; GF=Goles a favor; GC=Goles en contra; DIF=Diferencia de gol
|  | Clasificado a cuartos de final |
|  | Clasificado a repechaje        |

### Tabla general
| Pos | Equipo                    | Pts | PJ | G  | E | P  | GF | GC | DIF |
| --- | ------------------------- | --- | -- | -- | - | -- | -- | -- | --- |
| 1   | Universidad Católica      | 49  | 19 | 15 | 4 | 0  | 33 | 3  | +30 |
| 2   | Colo-Colo                 | 44  | 19 | 13 | 5 | 1  | 47 | 17 | +30 |
| 3   | Universidad de Chile      | 38  | 19 | 11 | 5 | 3  | 34 | 24 | +10 |
| 4   | Huachipato                | 34  | 19 | 10 | 4 | 5  | 31 | 20 | +11 |
| 5   | Deportes Concepción       | 33  | 19 | 9  | 6 | 4  | 28 | 24 | +4  |
| 6   | Cobresal                  | 28  | 19 | 8  | 4 | 7  | 30 | 24 | +6  |
| 7   | Universidad de Concepción | 27  | 19 | 8  | 3 | 8  | 27 | 28 | -1  |
| 8   | Deportes La Serena        | 24  | 19 | 6  | 6 | 7  | 24 | 24 | 0   |
| 9   | Unión Española            | 24  | 19 | 6  | 6 | 7  | 30 | 34 | -4  |
| 10  | Cobreloa                  | 23  | 19 | 6  | 5 | 8  | 23 | 21 | +2  |
| 11  | Everton                   | 23  | 19 | 5  | 8 | 6  | 23 | 22 | +1  |
| 12  | Santiago Wanderers        | 23  | 19 | 6  | 5 | 8  | 17 | 23 | -6  |
| 13  | Unión San Felipe          | 23  | 19 | 6  | 5 | 8  | 24 | 33 | -9  |
| 14  | Palestino                 | 20  | 19 | 4  | 8 | 7  | 24 | 28 | -4  |
| 15  | Deportes Melipilla        | 20  | 19 | 6  | 2 | 11 | 17 | 23 | -6  |
| 16  | Deportes Temuco           | 19  | 19 | 6  | 1 | 12 | 17 | 39 | -22 |
| 17  | Audax Italiano            | 18  | 19 | 4  | 6 | 9  | 24 | 32 | -8  |
| 18  | Rangers                   | 18  | 19 | 4  | 6 | 9  | 24 | 32 | -8  |
| 19  | Deportes Puerto Montt     | 18  | 19 | 5  | 3 | 11 | 17 | 31 | -14 |
| 20  | Coquimbo Unido            | 15  | 19 | 3  | 6 | 10 | 18 | 30 | -12 |

|  | Clasificado a Playoffs y a la fase grupal de la Copa Libertadores 2006 como Chile 2 (tras resultar campeón). |
|  | Clasificado a Playoffs y a la fase previa de la Copa Libertadores 2006 como Chile 3.                         |
|  | Clasificado a Playoffs.                                                                                      |
|  | Clasificado a repechaje.                                                                                     |

## Estadísticas
- El equipo con mayor cantidad de partidos ganados: Universidad Católica 15 triunfos.
- El equipo con menor cantidad de partidos perdidos: Universidad Católica 0 derrotas.
- El equipo con menor cantidad de partidos ganados: Coquimbo Unido 3 triunfos.
- El equipo con mayor cantidad de partidos perdidos: Deportes Temuco 12 derrotas.
- El equipo con mayor cantidad de empates: Palestino 8 empates.
- El equipo con menor cantidad de empates: Deportes Temuco 1 empate.
- El equipo más goleador del torneo: Colo-Colo 47 goles a favor.
- El equipo más goleado del torneo: Deportes Temuco 39 goles en contra.
- El equipo menos goleado del torneo: Universidad Católica 3 goles en contra.
- El equipo menos goleador del torneo: Deportes Temuco, Deportes Melipilla, Santiago Wanderers y Deportes Puerto Montt 17 goles a favor.
- Mejor diferencia de gol del torneo: Colo-Colo y Universidad Católica convirtieron 30 goles más de los que recibieron.
- Peor diferencia de gol del torneo: Deportes Temuco recibió 22 goles más de los que convirtió.
- Mayor goleada del torneo: Audax Italiano 6-0 Deportes Concepción (fecha 3).
- Partido con más goles del torneo: Audax Italiano 4-5 Unión Española (fecha 19); 9 goles.

## Resultados
| Fecha 1 | Fecha 1               | Fecha 1   | Fecha 1                   | Fecha 1 | Fecha 1                    | Fecha 1         | Fecha 1 | Fecha 1 | Fecha 1 |
|         | Local                 | Resultado | Visitante                 |         | Estadio                    | Fecha           | Hora    | TV      |         |
| ------- | --------------------- | --------- | ------------------------- | ------- | -------------------------- | --------------- | ------- | ------- | ------- |
|         | Palestino             | 4 - 0     | Santiago Wanderers        |         | San Carlos de Apoquindo    | 15 de julio     | 20:00   | CDF     |         |
|         | Universidad de Chile  | 1 - 0     | Universidad de Concepción |         | Nacional                   | 16 de julio     | 16:00   | CDF     |         |
|         | Audax Italiano        | 0 - 4     | Universidad Católica      |         | Municipal de La Florida    | 16 de julio     | 19:00   | CDF     |         |
|         | Deportes Puerto Montt | 1 - 0     | Cobreloa                  |         | Chinquihue                 | 17 de julio     | 12:00   |         |         |
|         | Deportes Melipilla    | 1 - 0     | Huachipato                |         | Roberto Bravo Santibáñez   | 17 de julio     | 15:30   |         |         |
|         | Deportes Concepción   | 1 - 1     | Rangers                   |         | Municipal de Collao        | 17 de julio     | 15:30   |         |         |
|         | Deportes La Serena    | 1 - 1     | Unión San Felipe          |         | La Portada                 | 17 de julio     | 16:00   |         |         |
|         | Everton               | 1 - 3     | Colo-Colo                 |         | Sausalito                  | 17 de julio     | 18:00   | CDF     |         |
|         | Cobresal              | 4 - 1     | Deportes Temuco           |         | El Cobre                   | 3 de septiembre | 16:00   |         |         |
|         | Coquimbo Unido        | 1 - 1     | Unión Española            |         | Francisco Sánchez Rumoroso | 3 de septiembre | 20:00   |         |         |

| Fecha 2 | Fecha 2                   | Fecha 2   | Fecha 2               | Fecha 2 | Fecha 2                 | Fecha 2      | Fecha 2 | Fecha 2 | Fecha 2 |
|         | Local                     | Resultado | Visitante             |         | Estadio                 | Fecha        | Hora    | TV      |         |
| ------- | ------------------------- | --------- | --------------------- | ------- | ----------------------- | ------------ | ------- | ------- | ------- |
|         | Santiago Wanderers        | 1 - 1     | Deportes Concepción   |         | Playa Ancha             | 22 de julio  | 20:00   | CDF     |         |
|         | Huachipato                | 0 - 0     | Palestino             |         | Las Higueras            | 23 de julio  | 15:00   |         |         |
|         | Cobreloa                  | 3 - 1     | Deportes Melipilla    |         | Municipal de Calama     | 23 de julio  | 16:00   |         |         |
|         | Colo-Colo                 | 1 - 1     | Deportes La Serena    |         | Monumental              | 23 de julio  | 16:00   | CDF     |         |
|         | Universidad Católica      | 1 - 0     | Coquimbo Unido        |         | San Carlos de Apoquindo | 23 de julio  | 19:00   | CDF     |         |
|         | Rangers                   | 3 - 0     | Deportes Puerto Montt |         | Fiscal de Talca         | 24 de julio  | 15:30   |         |         |
|         | Universidad de Concepción | 2 - 1     | Everton               |         | Municipal de Concepción | 24 de julio  | 15:30   |         |         |
|         | Deportes Temuco           | 1 - 0     | Audax Italiano        |         | Germán Becker           | 24 de julio  | 16:00   |         |         |
|         | Unión San Felipe          | 4 - 1     | Universidad de Chile  |         | Municipal de San Felipe | 24 de julio  | 17:30   | CDF     |         |
|         | Unión Española            | 2 - 1     | Cobresal              |         | Santa Laura             | 7 de octubre | 19:30   |         |         |

| Fecha 3 | Fecha 3                   | Fecha 3   | Fecha 3               | Fecha 3 | Fecha 3                    | Fecha 3     | Fecha 3 | Fecha 3 | Fecha 3 |
|         | Local                     | Resultado | Visitante             |         | Estadio                    | Fecha       | Hora    | TV      |         |
| ------- | ------------------------- | --------- | --------------------- | ------- | -------------------------- | ----------- | ------- | ------- | ------- |
|         | Everton                   | 3 - 1     | Unión San Felipe      |         | Sausalito                  | 29 de julio | 20:00   | CDF     |         |
|         | Universidad de Chile      | 4 - 2     | Deportes Puerto Montt |         | Nacional                   | 30 de julio | 16:00   | CDF     |         |
|         | Palestino                 | 1 - 1     | Cobreloa              |         | Santa Laura                | 30 de julio | 16:00   |         |         |
|         | Coquimbo Unido            | 2 - 4     | Colo-Colo             |         | Francisco Sánchez Rumoroso | 30 de julio | 19:00   | CDF     |         |
|         | Universidad de Concepción | 2 - 1     | Rangers               |         | Municipal de Concepción    | 31 de julio | 15:30   |         |         |
|         | Deportes Melipilla        | 0 - 1     | Santiago Wanderers    |         | Roberto Bravo Santibáñez   | 31 de julio | 15:45   |         |         |
|         | Cobresal                  | 2 - 0     | Huachipato            |         | El Cobre                   | 31 de julio | 16:00   |         |         |
|         | Deportes La Serena        | 1 - 1     | Unión Española        |         | La Portada                 | 31 de julio | 16:00   |         |         |
|         | Audax Italiano            | 6 - 0     | Deportes Concepción   |         | Municipal de La Florida    | 31 de julio | 16:00   |         |         |
|         | Universidad Católica      | 2 - 0     | Deportes Temuco       |         | San Carlos de Apoquindo    | 31 de julio | 18:00   | CDF     |         |

| Fecha 4 | Fecha 4               | Fecha 4   | Fecha 4                   | Fecha 4 | Fecha 4                    | Fecha 4     | Fecha 4 | Fecha 4 | Fecha 4 |
|         | Local                 | Resultado | Visitante                 |         | Estadio                    | Fecha       | Hora    | TV      |         |
| ------- | --------------------- | --------- | ------------------------- | ------- | -------------------------- | ----------- | ------- | ------- | ------- |
|         | Colo-Colo             | 3 - 0     | Audax Italiano            |         | Monumental                 | 6 de agosto | 15:30   | CDF     |         |
|         | Huachipato            | 2 - 0     | Universidad de Concepción |         | Las Higueras               | 6 de agosto | 15:30   |         |         |
|         | Unión Española        | 2 - 1     | Deportes Melipilla        |         | Santa Laura                | 6 de agosto | 18:30   | CDF     |         |
|         | Coquimbo Unido        | 3 - 0     | Deportes Temuco           |         | Francisco Sánchez Rumoroso | 6 de agosto | 20:00   |         |         |
|         | Unión San Felipe      | 1 - 1     | Palestino                 |         | Municipal de San Felipe    | 6 de agosto | 20:00   |         |         |
|         | Deportes Puerto Montt | 1 - 0     | Cobresal                  |         | Chinquihue                 | 7 de agosto | 12:00   |         |         |
|         | Rangers               | 1 - 3     | Universidad de Chile      |         | Fiscal de Talca            | 7 de agosto | 15:00   | CDF     |         |
|         | Deportes Concepción   | 2 - 1     | Deportes La Serena        |         | Municipal de Collao        | 7 de agosto | 15:30   |         |         |
|         | Cobreloa              | 1 - 1     | Everton                   |         | Municipal de Calama        | 7 de agosto | 16:00   |         |         |
|         | Santiago Wanderers    | 0 - 2     | Universidad Católica      |         | Playa Ancha                | 7 de agosto | 18:00   | CDF     |         |

| Fecha 5 | Fecha 5                   | Fecha 5   | Fecha 5               | Fecha 5 | Fecha 5                 | Fecha 5      | Fecha 5 | Fecha 5 | Fecha 5 |
|         | Local                     | Resultado | Visitante             |         | Estadio                 | Fecha        | Hora    | TV      |         |
| ------- | ------------------------- | --------- | --------------------- | ------- | ----------------------- | ------------ | ------- | ------- | ------- |
|         | Universidad de Concepción | 1 - 2     | Colo-Colo             |         | Municipal de Concepción | 13 de agosto | 16:00   | CDF     |         |
|         | Audax Italiano            | 0 - 0     | Coquimbo Unido        |         | Municipal de La Florida | 13 de agosto | 16:00   |         |         |
|         | Palestino                 | 0 - 2     | Deportes Concepción   |         | Santa Laura             | 13 de agosto | 19:00   | CDF     |         |
|         | Universidad Católica      | 1 - 0     | Deportes Puerto Montt |         | San Carlos de Apoquindo | 14 de agosto | 15:00   | CDF     |         |
|         | Unión San Felipe          | 2 - 3     | Huachipato            |         | Municipal de San Felipe | 14 de agosto | 15:30   |         |         |
|         | Cobresal                  | 1 - 2     | Santiago Wanderers    |         | El Cobre                | 14 de agosto | 16:00   |         |         |
|         | Deportes La Serena        | 0 - 1     | Rangers               |         | La Portada              | 14 de agosto | 16:00   |         |         |
|         | Deportes Temuco           | 1 - 0     | Deportes Melipilla    |         | Germán Becker           | 14 de agosto | 16:00   |         |         |
|         | Everton                   | 0 - 0     | Unión Española        |         | Sausalito               | 14 de agosto | 17:00   |         |         |
|         | Universidad de Chile      | 0 - 0     | Cobreloa              |         | Nacional                | 14 de agosto | 18:00   | CDF     |         |

| Fecha 6 | Fecha 6               | Fecha 6   | Fecha 6                   | Fecha 6 | Fecha 6                    | Fecha 6      | Fecha 6 | Fecha 6 | Fecha 6 |
|         | Local                 | Resultado | Visitante                 |         | Estadio                    | Fecha        | Hora    | TV      |         |
| ------- | --------------------- | --------- | ------------------------- | ------- | -------------------------- | ------------ | ------- | ------- | ------- |
|         | Cobreloa              | 0 - 2     | Universidad Católica      |         | Municipal de Calama        | 20 de agosto | 16:00   | CDF     |         |
|         | Unión Española        | 3 - 2     | Universidad de Concepción |         | Santa Laura                | 20 de agosto | 16:00   |         |         |
|         | Deportes Concepción   | 3 - 1     | Universidad de Chile      |         | Municipal de Collao        | 20 de agosto | 19:00   | CDF     |         |
|         | Coquimbo Unido        | 1 - 1     | Cobresal                  |         | Francisco Sánchez Rumoroso | 20 de agosto | 20:00   |         |         |
|         | Deportes Puerto Montt | 2 - 0     | Palestino                 |         | Chinquihue                 | 21 de agosto | 12:00   |         |         |
|         | Huachipato            | 3 - 1     | Everton                   |         | Las Higueras               | 21 de agosto | 15:00   | CDF     |         |
|         | Rangers               | 2 - 1     | Unión San Felipe          |         | Fiscal de Talca            | 21 de agosto | 15:30   |         |         |
|         | Santiago Wanderers    | 0 - 2     | Audax Italiano            |         | Playa Ancha                | 21 de agosto | 16:00   |         |         |
|         | Deportes Melipilla    | 1 - 0     | Deportes La Serena        |         | Roberto Bravo Santibáñez   | 21 de agosto | 16:00   |         |         |
|         | Colo-Colo             | 4 - 0     | Deportes Temuco           |         | Monumental                 | 21 de agosto | 18:00   | CDF     |         |

| Fecha 7 | Fecha 7                   | Fecha 7   | Fecha 7             | Fecha 7 | Fecha 7                 | Fecha 7          | Fecha 7 | Fecha 7 | Fecha 7 |
|         | Local                     | Resultado | Visitante           |         | Estadio                 | Fecha            | Hora    | TV      |         |
| ------- | ------------------------- | --------- | ------------------- | ------- | ----------------------- | ---------------- | ------- | ------- | ------- |
|         | Cobresal                  | 3 - 0     | Unión San Felipe    |         | El Cobre                | 27 de agosto     | 16:00   |         |         |
|         | Deportes Puerto Montt     | 2 - 1     | Unión Española      |         | Chinquihue              | 27 de agosto     | 16:00   | CDF     |         |
|         | Deportes Temuco           | 2 - 1     | Cobreloa            |         | Germán Becker           | 28 de agosto     | 12:00   |         |         |
|         | Deportes La Serena        | 2 - 3     | Huachipato          |         | La Portada              | 28 de agosto     | 12:00   |         |         |
|         | Universidad Católica      | 0 - 0     | Deportes Concepción |         | San Carlos de Apoquindo | 3 de septiembre  | 16:00   | CDF     |         |
|         | Universidad de Chile      | 1 - 0     | Colo-Colo           |         | Nacional                | 8 de septiembre  | 19:45   | CDF     |         |
|         | Audax Italiano            | 2 - 2     | Rangers             |         | Municipal de La Florida | 21 de septiembre | 20:00   | CDF     |         |
|         | Universidad de Concepción | 1 - 0     | Santiago Wanderers  |         | Municipal de Concepción | 7 de octubre     | 20:00   |         |         |
|         | Palestino                 | 3 - 1     | Coquimbo Unido      |         | Santa Laura             | 7 de octubre     | 21:30   |         |         |
|         | Everton                   | 1 - 1     | Deportes Melipilla  |         | Sausalito               | 9 de octubre     | 12:00   |         |         |

| Fecha 8 | Fecha 8             | Fecha 8   | Fecha 8                   | Fecha 8 | Fecha 8                  | Fecha 8          | Fecha 8 | Fecha 8 | Fecha 8 |
|         | Local               | Resultado | Visitante                 |         | Estadio                  | Fecha            | Hora    | TV      |         |
| ------- | ------------------- | --------- | ------------------------- | ------- | ------------------------ | ---------------- | ------- | ------- | ------- |
|         | Huachipato          | 0 - 0     | Universidad Católica      |         | Las Higueras             | 10 de septiembre | 15:00   | CDF     |         |
|         | Unión Española      | 1 - 1     | Deportes Temuco           |         | Santa Laura              | 10 de septiembre | 16:00   |         |         |
|         | Deportes Concepción | 3 - 0     | Coquimbo Unido            |         | Municipal de Collao      | 10 de septiembre | 19:00   | CDF     |         |
|         | Deportes La Serena  | 2 - 3     | Cobresal                  |         | La Portada               | 10 de septiembre | 20:00   |         |         |
|         | Unión San Felipe    | 2 - 1     | Universidad de Concepción |         | Municipal de San Felipe  | 11 de septiembre | 15:30   |         |         |
|         | Rangers             | 1 - 1     | Everton                   |         | Fiscal de Talca          | 11 de septiembre | 15:30   |         |         |
|         | Cobreloa            | 1 - 2     | Audax Italiano            |         | Municipal de Calama      | 11 de septiembre | 16:00   |         |         |
|         | Deportes Melipilla  | 1 - 0     | Deportes Puerto Montt     |         | Roberto Bravo Santibáñez | 11 de septiembre | 16:00   |         |         |
|         | Santiago Wanderers  | 0 - 1     | Universidad de Chile      |         | Playa Ancha              | 11 de septiembre | 18:00   | CDF     |         |
|         | Colo-Colo           | 4 - 1     | Palestino                 |         | Monumental               | 13 de septiembre | 20:00   | CDF     |         |

| Fecha 9 | Fecha 9                   | Fecha 9   | Fecha 9             | Fecha 9 | Fecha 9                    | Fecha 9          | Fecha 9 | Fecha 9 | Fecha 9 |
|         | Local                     | Resultado | Visitante           |         | Estadio                    | Fecha            | Hora    | TV      |         |
| ------- | ------------------------- | --------- | ------------------- | ------- | -------------------------- | ---------------- | ------- | ------- | ------- |
|         | Universidad de Chile      | 2 - 1     | Deportes Melipilla  |         | Santa Laura                | 16 de septiembre | 20:00   | CDF     |         |
|         | Deportes Temuco           | 1 - 0     | Unión San Felipe    |         | Germán Becker              | 16 de septiembre | 20:00   |         |         |
|         | Coquimbo Unido            | 2 - 2     | Cobreloa            |         | Francisco Sánchez Rumoroso | 16 de septiembre | 21:30   |         |         |
|         | Deportes Puerto Montt     | 1 - 1     | Deportes Concepción |         | Chinquihue                 | 17 de septiembre | 12:00   | CDF     |         |
|         | Cobresal                  | 2 - 2     | Colo-Colo           |         | El Cobre                   | 17 de septiembre | 16:00   | CDF     |         |
|         | Universidad de Concepción | 1 - 3     | Deportes La Serena  |         | Municipal de Concepción    | 17 de septiembre | 16:00   |         |         |
|         | Unión Española            | 4 - 1     | Palestino           |         | Santa Laura                | 17 de septiembre | 17:00   |         |         |
|         | Audax Italiano            | 1 - 0     | Huachipato          |         | Municipal de La Florida    | 17 de septiembre | 17:00   |         |         |
|         | Everton                   | 0 - 1     | Santiago Wanderers  |         | Sausalito                  | 18 de septiembre | 17:00   |         |         |
|         | Universidad Católica      | 3 - 0     | Rangers             |         | San Carlos de Apoquindo    | 9 de octubre     | 17:00   | CDF     |         |

| Fecha 10 | Fecha 10            | Fecha 10  | Fecha 10                  | Fecha 10 | Fecha 10                 | Fecha 10         | Fecha 10 | Fecha 10 | Fecha 10 |
|          | Local               | Resultado | Visitante                 |          | Estadio                  | Fecha            | Hora     | TV       |          |
| -------- | ------------------- | --------- | ------------------------- | -------- | ------------------------ | ---------------- | -------- | -------- | -------- |
|          | Cobreloa            | 2 - 0     | Universidad de Concepción |          | Municipal de Calama      | 24 de septiembre | 16:00    |          |          |
|          | Deportes Concepción | 1 - 0     | Cobresal                  |          | Municipal de Collao      | 24 de septiembre | 16:00    | CDF      |          |
|          | Palestino           | 1 - 1     | Universidad de Chile      |          | Santa Laura              | 24 de septiembre | 19:00    | CDF      |          |
|          | Deportes La Serena  | 0 - 0     | Everton                   |          | La Portada               | 24 de septiembre | 20:00    |          |          |
|          | Santiago Wanderers  | 3 - 1     | Deportes Puerto Montt     |          | Playa Ancha              | 24 de septiembre | 20:00    |          |          |
|          | Rangers             | 5 - 1     | Deportes Temuco           |          | Fiscal de Talca          | 25 de septiembre | 12:30    | CDF      |          |
|          | Huachipato          | 3 - 1     | Unión Española            |          | Las Higueras             | 25 de septiembre | 16:00    |          |          |
|          | Deportes Melipilla  | 1 - 0     | Audax Italiano            |          | Roberto Bravo Santibáñez | 25 de septiembre | 16:00    |          |          |
|          | Unión San Felipe    | 2 - 1     | Coquimbo Unido            |          | Municipal de San Felipe  | 25 de septiembre | 16:00    |          |          |
|          | Colo-Colo           | 0 - 0     | Universidad Católica      |          | Monumental               | 25 de septiembre | 16:30    | CDF      |          |

| Fecha 11 | Fecha 11              | Fecha 11  | Fecha 11                  | Fecha 11 | Fecha 11                   | Fecha 11         | Fecha 11 | Fecha 11 | Fecha 11 |
|          | Local                 | Resultado | Visitante                 |          | Estadio                    | Fecha            | Hora     | TV       |          |
| -------- | --------------------- | --------- | ------------------------- | -------- | -------------------------- | ---------------- | -------- | -------- | -------- |
|          | Deportes Concepción   | 1 - 0     | Cobreloa                  |          | Municipal de Collao        | 27 de septiembre | 20:30    | CDF      |          |
|          | Cobresal              | 2 - 0     | Deportes Melipilla        |          | El Cobre                   | 28 de septiembre | 16:00    |          |          |
|          | Deportes Puerto Montt | 0 - 3     | Colo-Colo                 |          | Chinquihue                 | 28 de septiembre | 19:00    | CDF      |          |
|          | Unión Española        | 0 - 1     | Unión San Felipe          |          | Santa Laura                | 28 de septiembre | 20:00    |          |          |
|          | Audax Italiano        | 0 - 0     | Deportes La Serena        |          | Municipal de La Florida    | 28 de septiembre | 20:00    |          |          |
|          | Santiago Wanderers    | 1 - 1     | Rangers                   |          | Playa Ancha                | 28 de septiembre | 20:00    |          |          |
|          | Deportes Temuco       | 1 - 2     | Universidad de Concepción |          | Germán Becker              | 28 de septiembre | 20:00    |          |          |
|          | Coquimbo Unido        | 2 - 2     | Everton                   |          | Francisco Sánchez Rumoroso | 28 de septiembre | 21:00    |          |          |
|          | Universidad de Chile  | 2 - 1     | Huachipato                |          | Nacional                   | 28 de septiembre | 21:30    | CDF      |          |
|          | Universidad Católica  | 3 - 0     | Palestino                 |          | San Carlos de Apoquindo    | 29 de septiembre | 20:00    | CDF      |          |

| Fecha 12 | Fecha 12                  | Fecha 12  | Fecha 12              | Fecha 12 | Fecha 12                 | Fecha 12     | Fecha 12 | Fecha 12 | Fecha 12 |
|          | Local                     | Resultado | Visitante             |          | Estadio                  | Fecha        | Hora     | TV       |          |
| -------- | ------------------------- | --------- | --------------------- | -------- | ------------------------ | ------------ | -------- | -------- | -------- |
|          | Cobreloa                  | 3 - 0     | Santiago Wanderers    |          | Municipal de Calama      | 1 de octubre | 16:00    |          |          |
|          | Huachipato                | 2 - 2     | Colo-Colo             |          | Las Higueras             | 1 de octubre | 16:00    | CDF      |          |
|          | Deportes Melipilla        | 1 - 0     | Deportes Concepción   |          | Roberto Bravo Santibáñez | 1 de octubre | 19:00    | CDF      |          |
|          | Deportes La Serena        | 2 - 0     | Deportes Temuco       |          | La Portada               | 1 de octubre | 20:00    |          |          |
|          | Unión San Felipe          | 1 - 1     | Deportes Puerto Montt |          | Municipal de San Felipe  | 1 de octubre | 20:00    |          |          |
|          | Universidad de Concepción | 0 - 1     | Universidad Católica  |          | Municipal de Concepción  | 2 de octubre | 15:00    | CDF      |          |
|          | Rangers                   | 0 - 1     | Coquimbo Unido        |          | Fiscal de Talca          | 2 de octubre | 16:00    |          |          |
|          | Everton                   | 3 - 1     | Cobresal              |          | Sausalito                | 2 de octubre | 17:00    |          |          |
|          | Universidad de Chile      | 5 - 3     | Unión Española        |          | Nacional                 | 2 de octubre | 18:30    | CDF      |          |
|          | Palestino                 | 4 - 0     | Audax Italiano        |          | Santa Laura              | 2 de octubre | 20:00    |          |          |

| Fecha 13 | Fecha 13              | Fecha 13  | Fecha 13                  | Fecha 13 | Fecha 13                   | Fecha 13        | Fecha 13 | Fecha 13 | Fecha 13 |
|          | Local                 | Resultado | Visitante                 |          | Estadio                    | Fecha           | Hora     | TV       |          |
| -------- | --------------------- | --------- | ------------------------- | -------- | -------------------------- | --------------- | -------- | -------- | -------- |
|          | Deportes Puerto Montt | 0 - 1     | Huachipato                |          | Chinquihue                 | 14 de octubre   | 20:00    | CDF      |          |
|          | Deportes Concepción   | 1 - 1     | Unión San Felipe          |          | Municipal de Collao        | 15 de octubre   | 17:00    | CDF      |          |
|          | Palestino             | 0 - 0     | Deportes Melipilla        |          | Santa Laura                | 15 de octubre   | 20:00    |          |          |
|          | Santiago Wanderers    | 1 - 1     | Unión Española            |          | Playa Ancha                | 16 de octubre   | 12:00    |          |          |
|          | Cobresal              | 3 - 1     | Cobreloa                  |          | El Cobre                   | 16 de octubre   | 16:00    |          |          |
|          | Deportes Temuco       | 0 - 3     | Everton                   |          | Germán Becker              | 16 de octubre   | 16:30    |          |          |
|          | Coquimbo Unido        | 1 - 2     | Deportes La Serena        |          | Francisco Sánchez Rumoroso | 16 de octubre   | 17:00    |          |          |
|          | Audax Italiano        | 1 - 1     | Universidad de Concepción |          | Municipal de La Florida    | 16 de octubre   | 17:00    |          |          |
|          | Colo-Colo             | 4 - 1     | Rangers                   |          | Monumental                 | 16 de octubre   | 18:00    | CDF      |          |
|          | Universidad Católica  | 2 - 1     | Universidad de Chile      |          | Nacional                   | 13 de noviembre | 17:00    | CDF      |          |

| Fecha 14 | Fecha 14                  | Fecha 14  | Fecha 14              | Fecha 14 | Fecha 14                 | Fecha 14      | Fecha 14 | Fecha 14 | Fecha 14 |
|          | Local                     | Resultado | Visitante             |          | Estadio                  | Fecha         | Hora     | TV       |          |
| -------- | ------------------------- | --------- | --------------------- | -------- | ------------------------ | ------------- | -------- | -------- | -------- |
|          | Huachipato                | 3 - 1     | Deportes Concepción   |          | Las Higueras             | 22 de octubre | 15:00    | CDF      |          |
|          | Unión Española            | 1 - 3     | Colo-Colo             |          | Nacional                 | 22 de octubre | 18:00    | CDF      |          |
|          | Everton                   | 2 - 1     | Audax Italiano        |          | Sausalito                | 22 de octubre | 20:00    |          |          |
|          | Rangers                   | 2 - 2     | Palestino             |          | Fiscal de Talca          | 22 de octubre | 20:00    |          |          |
|          | Deportes Temuco           | 1 - 0     | Santiago Wanderers    |          | Germán Becker            | 22 de octubre | 20:00    |          |          |
|          | Unión San Felipe          | 1 - 1     | Cobreloa              |          | Municipal de San Felipe  | 22 de octubre | 21:00    |          |          |
|          | Deportes La Serena        | 2 - 0     | Deportes Puerto Montt |          | La Portada               | 22 de octubre | 21:00    |          |          |
|          | Universidad de Concepción | 1 - 1     | Coquimbo Unido        |          | Municipal de Concepción  | 22 de octubre | 21:00    |          |          |
|          | Deportes Melipilla        | 0 - 1     | Universidad Católica  |          | Roberto Bravo Santibáñez | 23 de octubre | 12:00    | CDF      |          |
|          | Universidad de Chile      | 1 - 1     | Cobresal              |          | Nacional                 | 23 de octubre | 18:00    | CDF      |          |

| Fecha 15 | Fecha 15              | Fecha 15  | Fecha 15                  | Fecha 15 | Fecha 15                 | Fecha 15      | Fecha 15 | Fecha 15 | Fecha 15 |
|          | Local                 | Resultado | Visitante                 |          | Estadio                  | Fecha         | Hora     | TV       |          |
| -------- | --------------------- | --------- | ------------------------- | -------- | ------------------------ | ------------- | -------- | -------- | -------- |
|          | Colo-Colo             | 5 - 0     | Unión San Felipe          |          | Monumental               | 25 de octubre | 20:00    | CDF      |          |
|          | Cobreloa              | 4 - 1     | Unión Española            |          | Municipal de Calama      | 26 de octubre | 16:00    |          |          |
|          | Huachipato            | 5 - 1     | Deportes Temuco           |          | Las Higueras             | 26 de octubre | 17:00    |          |          |
|          | Audax Italiano        | 1 - 1     | Universidad de Chile      |          | Municipal de La Florida  | 26 de octubre | 18:00    | CDF      |          |
|          | Deportes Puerto Montt | 1 - 2     | Universidad de Concepción |          | Chinquihue               | 26 de octubre | 19:30    |          |          |
|          | Palestino             | 3 - 4     | Deportes La Serena        |          | Santa Laura              | 26 de octubre | 20:00    |          |          |
|          | Deportes Melipilla    | 4 - 1     | Rangers                   |          | Roberto Bravo Santibáñez | 26 de octubre | 20:30    |          |          |
|          | Universidad Católica  | 1 - 0     | Cobresal                  |          | San Carlos de Apoquindo  | 26 de octubre | 20:30    | CDF      |          |
|          | Santiago Wanderers    | 2 - 0     | Coquimbo Unido            |          | Sausalito                | 26 de octubre | 21:00    |          |          |
|          | Deportes Concepción   | 2 - 1     | Everton                   |          | Municipal de Collao      | 27 de octubre | 20:00    | CDF      |          |

| Fecha 16 | Fecha 16                  | Fecha 16  | Fecha 16              | Fecha 16 | Fecha 16                   | Fecha 16      | Fecha 16 | Fecha 16 | Fecha 16 |
|          | Local                     | Resultado | Visitante             |          | Estadio                    | Fecha         | Hora     | TV       |          |
| -------- | ------------------------- | --------- | --------------------- | -------- | -------------------------- | ------------- | -------- | -------- | -------- |
|          | Deportes Temuco           | 1 - 2     | Universidad de Chile  |          | Germán Becker              | 29 de octubre | 18:00    | CDF      |          |
|          | Audax Italiano            | 3 - 3     | Deportes Puerto Montt |          | Municipal de La Florida    | 29 de octubre | 20:00    |          |          |
|          | Deportes La Serena        | 1 - 0     | Cobreloa              |          | La Portada                 | 29 de octubre | 21:00    |          |          |
|          | Universidad de Concepción | 3 - 3     | Deportes Concepción   |          | Las Higueras               | 30 de octubre | 12:00    | CDF      |          |
|          | Everton                   | 1 - 2     | Universidad Católica  |          | Sausalito                  | 30 de octubre | 15:30    | CDF      |          |
|          | Cobresal                  | 1 - 1     | Palestino             |          | El Cobre                   | 30 de octubre | 16:00    |          |          |
|          | Unión San Felipe          | 2 - 0     | Deportes Melipilla    |          | Municipal de San Felipe    | 30 de octubre | 16:30    |          |          |
|          | Unión Española            | 2 - 1     | Rangers               |          | Santa Laura                | 30 de octubre | 17:00    |          |          |
|          | Colo-Colo                 | 1 - 1     | Santiago Wanderers    |          | Monumental                 | 30 de octubre | 18:00    | CDF      |          |
|          | Coquimbo Unido            | 0 - 1     | Huachipato            |          | Francisco Sánchez Rumoroso | 30 de octubre | 20:00    |          |          |

| Fecha 17 | Fecha 17              | Fecha 17  | Fecha 17                  | Fecha 17 | Fecha 17                 | Fecha 17        | Fecha 17 | Fecha 17 | Fecha 17 |
|          | Local                 | Resultado | Visitante                 |          | Estadio                  | Fecha           | Hora     | TV       |          |
| -------- | --------------------- | --------- | ------------------------- | -------- | ------------------------ | --------------- | -------- | -------- | -------- |
|          | Universidad de Chile  | 1 - 1     | Everton                   |          | Nacional                 | 1 de noviembre  | 18:00    | CDF      |          |
|          | Cobresal              | 2 - 1     | Audax Italiano            |          | El Cobre                 | 2 de noviembre  | 16:00    |          |          |
|          | Universidad Católica  | 5 - 1     | Unión San Felipe          |          | San Carlos de Apoquindo  | 2 de noviembre  | 20:00    | CDF      |          |
|          | Deportes Concepción   | 2 - 1     | Unión Española            |          | Municipal de Collao      | 2 de noviembre  | 20:30    |          |          |
|          | Cobreloa              | 0 - 1     | Colo-Colo                 |          | Municipal de Calama      | 3 de noviembre  | 18:00    | CDF      |          |
|          | Rangers               | 1 - 1     | Huachipato                |          | Fiscal de Talca          | 3 de noviembre  | 20:30    | CDF      |          |
|          | Palestino             | 1 - 0     | Deportes Temuco           |          | Monumental               | 12 de noviembre | 18:00    |          |          |
|          | Santiago Wanderers    | 0 - 0     | Deportes La Serena        |          | Sausalito                | 12 de noviembre | 18:00    |          |          |
|          | Deportes Melipilla    | 1 - 2     | Universidad de Concepción |          | Roberto Bravo Santibáñez | 12 de noviembre | 21:00    |          |          |
|          | Deportes Puerto Montt | 1 - 0     | Coquimbo Unido            |          | Chinquihue               | 13 de noviembre | 12:00    |          |          |

| Fecha 18 | Fecha 18                  | Fecha 18  | Fecha 18              | Fecha 18 | Fecha 18                   | Fecha 18       | Fecha 18 | Fecha 18 | Fecha 18 |
|          | Local                     | Resultado | Visitante             |          | Estadio                    | Fecha          | Hora     | TV       |          |
| -------- | ------------------------- | --------- | --------------------- | -------- | -------------------------- | -------------- | -------- | -------- | -------- |
|          | Coquimbo Unido            | 2 - 1     | Deportes Melipilla    |          | Francisco Sánchez Rumoroso | 4 de noviembre | 21:30    |          |          |
|          | Unión Española            | 0 - 0     | Universidad Católica  |          | Santa Laura                | 5 de noviembre | 18:00    | CDF      |          |
|          | Deportes La Serena        | 2 - 3     | Universidad de Chile  |          | La Portada                 | 5 de noviembre | 21:00    | CDF      |          |
|          | Huachipato                | 2 - 1     | Santiago Wanderers    |          | Las Higueras               | 6 de noviembre | 15:30    | CDF      |          |
|          | Unión San Felipe          | 2 - 0     | Audax Italiano        |          | Municipal de San Felipe    | 6 de noviembre | 16:30    |          |          |
|          | Deportes Temuco           | 4 - 1     | Deportes Puerto Montt |          | Germán Becker              | 6 de noviembre | 16:30    |          |          |
|          | Everton                   | 0 - 0     | Palestino             |          | Sausalito                  | 6 de noviembre | 17:00    |          |          |
|          | Universidad de Concepción | 4 - 1     | Cobresal              |          | Municipal de Concepción    | 6 de noviembre | 17:00    |          |          |
|          | Colo-Colo                 | 2 - 1     | Deportes Concepción   |          | Monumental                 | 6 de noviembre | 18:00    | CDF      |          |
|          | Rangers                   | 0 - 1     | Cobreloa              |          | Fiscal de Talca            | 6 de noviembre | 19:00    |          |          |

| Fecha 19 | Fecha 19              | Fecha 19  | Fecha 19                  | Fecha 19 | Fecha 19                 | Fecha 19        | Fecha 19 | Fecha 19 | Fecha 19 |
|          | Local                 | Resultado | Visitante                 |          | Estadio                  | Fecha           | Hora     | TV       |          |
| -------- | --------------------- | --------- | ------------------------- | -------- | ------------------------ | --------------- | -------- | -------- | -------- |
|          | Universidad Católica  | 3 - 0     | Deportes La Serena        |          | San Carlos de Apoquindo  | 18 de noviembre | 20:00    | CDF      |          |
|          | Deportes Concepción   | 3 - 1     | Deportes Temuco           |          | Municipal de Collao      | 19 de noviembre | 17:00    |          |          |
|          | Santiago Wanderers    | 3 - 1     | Unión San Felipe          |          | Sausalito                | 19 de noviembre | 18:00    |          |          |
|          | Deportes Puerto Montt | 0 - 1     | Everton                   |          | Chinquihue               | 19 de noviembre | 18:00    |          |          |
|          | Cobreloa              | 2 - 1     | Huachipato                |          | Regional de Antofagasta  | 19 de noviembre | 21:00    | CDF      |          |
|          | Cobresal              | 2 - 0     | Rangers                   |          | El Cobre                 | 19 de noviembre | 21:00    |          |          |
|          | Deportes Melipilla    | 2 - 3     | Colo-Colo                 |          | Roberto Bravo Santibáñez | 20 de noviembre | 11:30    | CDF      |          |
|          | Universidad de Chile  | 3 - 0     | Coquimbo Unido            |          | Santa Laura              | 20 de noviembre | 18:00    | CDF      |          |
|          | Palestino             | 1 - 2     | Universidad de Concepción |          | Monumental               | 20 de noviembre | 18:00    |          |          |
|          | Audax Italiano        | 4 - 5     | Unión Española            |          | Municipal de La Florida  | 20 de noviembre | 18:00    |          |          |

## Play-offs
Terminada la Fase Clasificatoria, los clasificados de la etapa anterior (de manera directa y a través del repechaje), pasan a un torneo de eliminación directa, para definir al campeón del torneo.
|  | Cuartos de final                  | Cuartos de final                  | Cuartos de final                  | Cuartos de final                  | Cuartos de final                  |   |       | Semifinales          | Semifinales          | Semifinales          | Semifinales          | Semifinales          |  |   | Final                    | Final                | Final                | Final                | Final                |  |
|  | 25 de noviembre al 4 de diciembre | 25 de noviembre al 4 de diciembre | 25 de noviembre al 4 de diciembre | 25 de noviembre al 4 de diciembre | 25 de noviembre al 4 de diciembre |   |       | 8 al 14 de diciembre | 8 al 14 de diciembre | 8 al 14 de diciembre | 8 al 14 de diciembre | 8 al 14 de diciembre |  |   | 18 y 22 de diciembre     | 18 y 22 de diciembre | 18 y 22 de diciembre | 18 y 22 de diciembre | 18 y 22 de diciembre |  |
|  |                                   |                                   |                                   |                                   |                                   |   |       |                      |                      |                      |                      |                      |  |   |                          |                      |                      |                      |                      |  |
|  |                                   |                                   |                                   |                                   |                                   |   |       |                      |                      |                      |                      |                      |  |   |                          |                      |                      |                      |                      |  |
|  | 1                                 | Universidad Católica              | 1                                 | 2                                 | 3                                 |   |       |                      |                      |                      |                      |                      |  |   |                          |                      |                      |                      |                      |  |
|  | 1                                 | Universidad Católica              | 1                                 | 2                                 | 3                                 |   |       |                      |                      |                      |                      |                      |  |   |                          |                      |                      |                      |                      |  |
|  | 10                                | Cobreloa                          | 1                                 | 1                                 | 2                                 |   |       |                      |                      |                      |                      |                      |  |   |                          |                      |                      |                      |                      |  |
|  | 10                                | Cobreloa                          | 1                                 | 1                                 | 2                                 |   | 1     | Universidad Católica | 3                    | 1                    | 4                    |                      |  |   |                          |                      |                      |                      |                      |  |
|  |                                   |                                   |                                   |                                   |                                   |   | 1     | Universidad Católica | 3                    | 1                    | 4                    |                      |  |   |                          |                      |                      |                      |                      |  |
|  |                                   |                                   | 8                                 | Deportes La Serena                | 3                                 | 0 | 3     |                      |                      |                      |                      |                      |  |   |                          |                      |                      |                      |                      |  |
|  | 2                                 | Colo-Colo                         | 8                                 | Deportes La Serena                | 3                                 | 0 | 3     | 1                    | 3                    | 4 (1)                |                      |                      |  |   |                          |                      |                      |                      |                      |  |
|  | 2                                 | Colo-Colo                         |                                   |                                   |                                   |   |       |                      |                      | 4 (1)                |                      |                      |  |   |                          |                      |                      |                      |                      |  |
|  | 8                                 | Deportes La Serena (p)            | 1                                 | 3                                 | 4 (4)                             |   |       |                      |                      |                      |                      |                      |  |   |                          |                      |                      |                      |                      |  |
|  | 8                                 | Deportes La Serena (p)            | 1                                 | 3                                 | 4 (4)                             |   |       |                      |                      |                      |                      |                      |  | 1 | Universidad Católica (p) | 1                    | 1                    | 2 (5)                |                      |  |
|  |                                   |                                   |                                   |                                   |                                   |   |       |                      |                      |                      |                      |                      |  | 1 | Universidad Católica (p) | 1                    | 1                    | 2 (5)                |                      |  |
|  |                                   |                                   | 3                                 | Universidad de Chile              | 0                                 | 2 | 2 (4) |                      |                      |                      |                      |                      |  |   |                          |                      |                      |                      |                      |  |
|  | 3                                 | Universidad de Chile              | 3                                 | Universidad de Chile              | 0                                 | 2 | 2 (4) | 2                    | 0                    | 2                    |                      |                      |  |   |                          |                      |                      |                      |                      |  |
|  | 3                                 | Universidad de Chile              |                                   |                                   |                                   |   |       |                      |                      | 2                    |                      |                      |  |   |                          |                      |                      |                      |                      |  |
|  | 7                                 | Universidad de Concepción         | 1                                 | 0                                 | 1                                 |   |       |                      |                      |                      |                      |                      |  |   |                          |                      |                      |                      |                      |  |
|  | 7                                 | Universidad de Concepción         | 1                                 | 0                                 | 1                                 |   | 3     | Universidad de Chile | 1                    | 4                    | 5                    |                      |  |   |                          |                      |                      |                      |                      |  |
|  |                                   |                                   |                                   |                                   |                                   |   | 3     | Universidad de Chile | 1                    | 4                    | 5                    |                      |  |   |                          |                      |                      |                      |                      |  |
|  |                                   |                                   | 6                                 | Cobresal                          | 2                                 | 2 | 4     |                      |                      |                      |                      |                      |  |   |                          |                      |                      |                      |                      |  |
|  | 4                                 | Huachipato                        | 6                                 | Cobresal                          | 2                                 | 2 | 4     | 1                    | 1                    | 2                    |                      |                      |  |   |                          |                      |                      |                      |                      |  |
|  | 4                                 | Huachipato                        |                                   |                                   |                                   |   |       |                      |                      | 2                    |                      |                      |  |   |                          |                      |                      |                      |                      |  |
|  | 6                                 | Cobresal                          | 2                                 | 1                                 | 3                                 |   |       |                      |                      |                      |                      |                      |  |   |                          |                      |                      |                      |                      |  |
|  | 6                                 | Cobresal                          | 2                                 | 1                                 | 3                                 |   |       |                      |                      |                      |                      |                      |  |   |                          |                      |                      |                      |                      |  |
|  |                                   |                                   |                                   |                                   |                                   |   |       |                      |                      |                      |                      |                      |  |   |                          |                      |                      |                      |                      |  |

- Nota: En cada llave, el equipo que ocupa la primera línea es el que definió la serie como local.

### Repechaje
Jugado a partido único, en la cancha del equipo que obtuvo el segundo lugar en su grupo.
| Repechaje | Repechaje | Repechaje | Repechaje           | Repechaje | Repechaje           | Repechaje      | Repechaje       | Repechaje | Repechaje |
|           | Local     | Resultado | Visitante           |           | Estadio             | Árbitro        | Fecha           | Hora      | TV        |
| --------- | --------- | --------- | ------------------- | --------- | ------------------- | -------------- | --------------- | --------- | --------- |
|           | Cobreloa  | 5 - 0     | Deportes Concepción |           | Municipal de Calama | Carlos Chandía | 23 de noviembre | 16:00     |           |

### Cuartos de final
| Ida | Ida                       | Ida       | Ida                  | Ida | Ida                     | Ida           | Ida             | Ida   | Ida |
|     | Local                     | Resultado | Visitante            |     | Estadio                 | Árbitro       | Fecha           | Hora  | TV  |
| --- | ------------------------- | --------- | -------------------- | --- | ----------------------- | ------------- | --------------- | ----- | --- |
|     | Deportes La Serena        | 1 - 1     | Colo-Colo            |     | La Portada              | Rubén Selmán  | 25 de noviembre | 21:30 | CDF |
|     | Cobresal                  | 2 - 1     | Huachipato           |     | El Cobre                | Jorge Osorio  | 26 de noviembre | 17:00 | CDF |
|     | Cobreloa                  | 1 - 1     | Universidad Católica |     | Municipal de Calama     | Eduardo Ponce | 27 de noviembre | 16:30 | CDF |
|     | Universidad de Concepción | 1 - 2     | Universidad de Chile |     | Municipal de Concepción | Pablo Pozo    | 27 de noviembre | 19:00 | CDF |

| Vuelta | Vuelta               | Vuelta      | Vuelta                    | Vuelta | Vuelta                  | Vuelta        | Vuelta         | Vuelta | Vuelta |
|        | Local                | Resultado   | Visitante                 |        | Estadio                 | Árbitro       | Fecha          | Hora   | TV     |
| ------ | -------------------- | ----------- | ------------------------- | ------ | ----------------------- | ------------- | -------------- | ------ | ------ |
|        | Huachipato           | 1 - 1       | Cobresal                  |        | Las Higueras            | Manuel Acosta | 3 de diciembre | 16:00  | CDF    |
|        | Colo-Colo            | 3(1) - (4)3 | Deportes La Serena        |        | Monumental              | Pablo Pozo    | 3 de diciembre | 20:00  | CDF    |
|        | Universidad de Chile | 0 - 0       | Universidad de Concepción |        | Santa Laura             | Eduardo Ponce | 4 de diciembre | 17:00  | CDF    |
|        | Universidad Católica | 2 - 1       | Cobreloa                  |        | San Carlos de Apoquindo | Enrique Osses | 4 de diciembre | 20:00  | CDF    |

### Semifinales
| Ida | Ida                | Ida       | Ida                  | Ida | Ida        | Ida          | Ida            | Ida   | Ida |
|     | Local              | Resultado | Visitante            |     | Estadio    | Árbitro      | Fecha          | Hora  | TV  |
| --- | ------------------ | --------- | -------------------- | --- | ---------- | ------------ | -------------- | ----- | --- |
|     | Cobresal           | 2 - 1     | Universidad de Chile |     | El Cobre   | Pablo Pozo   | 8 de diciembre | 16:30 | CDF |
|     | Deportes La Serena | 3 - 3     | Universidad Católica |     | La Portada | Jorge Osorio | 8 de diciembre | 19:30 | CDF |

| Vuelta | Vuelta               | Vuelta    | Vuelta             | Vuelta | Vuelta                  | Vuelta        | Vuelta          | Vuelta | Vuelta |
|        | Local                | Resultado | Visitante          |        | Estadio                 | Árbitro       | Fecha           | Hora   | TV     |
| ------ | -------------------- | --------- | ------------------ | ------ | ----------------------- | ------------- | --------------- | ------ | ------ |
|        | Universidad de Chile | 4 - 2     | Cobresal           |        | Nacional                | Enrique Osses | 14 de diciembre | 19:30  | CDF    |
|        | Universidad Católica | 1 - 0     | Deportes La Serena |        | San Carlos de Apoquindo | Rubén Selmán  | 14 de diciembre | 22:00  | CDF    |

### Final
| Ida | Ida                  | Ida       | Ida                  | Ida | Ida      | Ida        | Ida             | Ida   | Ida |
|     | Local                | Resultado | Visitante            |     | Estadio  | Árbitro    | Fecha           | Hora  | TV  |
| --- | -------------------- | --------- | -------------------- | --- | -------- | ---------- | --------------- | ----- | --- |
|     | Universidad de Chile | 0 - 1     | Universidad Católica |     | Nacional | Pablo Pozo | 18 de diciembre | 19:00 | CDF |

| Vuelta | Vuelta               | Vuelta      | Vuelta               | Vuelta | Vuelta   | Vuelta       | Vuelta          | Vuelta | Vuelta |
|        | Local                | Resultado   | Visitante            |        | Estadio  | Árbitro      | Fecha           | Hora   | TV     |
| ------ | -------------------- | ----------- | -------------------- | ------ | -------- | ------------ | --------------- | ------ | ------ |
|        | Universidad Católica | 1(5) - (4)2 | Universidad de Chile |        | Nacional | Rubén Selmán | 22 de diciembre | 19:00  | CDF    |

## Campeón
| Bandera de Chile     |
| Universidad Católica |
| 9° título            |

## Estadísticas

### Goleadores
| Jugador              | Jugador                | Goles | Equipo               |
| -------------------- | ---------------------- | ----- | -------------------- |
| Bandera de Chile     | César Díaz             | 13    | Cobresal             |
| Bandera de Chile     | Gonzalo Fierro         | 13    | Colo-Colo            |
| Bandera de Chile     | Cristian Montecinos    | 13    | Deportes Concepción  |
| Bandera de Chile     | Felipe Flores          | 11    | Deportes La Serena   |
| Bandera de Argentina | Francis Ferrero        | 11    | Unión San Felipe     |
| Bandera de Chile     | Humberto Suazo         | 11    | Audax Italiano       |
| Bandera de Chile     | Luis Ignacio Quinteros | 10    | Universidad Católica |
| Bandera de Chile     | Manuel Neira           | 10    | Unión Española       |
| Bandera de Chile     | Jorge Valdivia         | 9     | Colo-Colo            |
| Bandera de Chile     | Renato Ramos           | 9     | Everton              |
| Bandera de Chile     | Héctor Mancilla        | 9     | Huachipato           |
| Bandera de Argentina | Jorge Quinteros        | 9     | Universidad Católica |

### Tripletas, pókers o manos
Aquí se encuentra la lista de tripletas o hat-tricks, póker de goles y manos (en general, tres o más goles anotados por un jugador en un mismo encuentro) convertidos durante el torneo:
| # | Fecha      | Jugador               | Goles | Local                | Resultado | Visitante            | Jornada |
| - | ---------- | --------------------- | ----- | -------------------- | --------- | -------------------- | ------- |
| 1 | 24/07/2005 | Francis Ferrero       |       | Unión San Felipe     | 4 - 1     | Universidad de Chile | 2       |
| 2 | 30/07/2005 | Gonzalo Fierro        |       | Coquimbo Unido       | 2 - 4     | Colo-Colo            | 3       |
| 3 | 31/07/2005 | Humberto Suazo        |       | Audax Italiano       | 6 - 0     | Deportes Concepción  | 3       |
| 4 | 17/09/2005 | Manuel Neira          |       | Unión Española       | 4 - 1     | Palestino            | 9       |
| 5 | 16/10/2005 | César Díaz            |       | Cobresal             | 3 - 1     | Cobreloa             | 13      |
| 6 | 26/10/2005 | Felipe Flores Quijada |       | Palestino            | 3 - 4     | Deportes La Serena   | 15      |
| 7 | 18/11/2005 | Ignacio Quinteros     |       | Universidad Católica | 3 - 0     | Deportes La Serena   | 19      |
| 8 | 20/11/2005 | Humberto Suazo(2)     |       | Audax Italiano       | 4 - 5     | Unión Española       | 19      |

### Autogoles
| Autogoles         | Autogoles             | Autogoles            | Autogoles | Autogoles |
| Jugador           | Equipo                | Favorecido           | Goles     | Fecha     |
| ----------------- | --------------------- | -------------------- | --------- | --------- |
| César Cabrera     | Audax Italiano        | Universidad Católica | 1         | 1         |
| Juan Robledo      | Unión San Felipe      | Universidad de Chile | 1         | 2         |
| Manuel Avendaño   | Rangers               | Universidad de Chile | 1         | 4         |
| Ricardo Olivares  | Deportes Puerto Montt | Unión Española       | 1         | 7         |
| Jaime García      | Deportes Melipilla    | Universidad de Chile | 1         | 9         |
| Rodrigo Henríquez | Deportes Temuco       | Rangers              | 1         | 10        |
| Carlos Tapia      | Unión Española        | Universidad de Chile | 1         | 12        |
| Moisés Villarroel | Colo-Colo             | Unión Española       | 1         | 14        |
| Ricardo Olivares  | Deportes Puerto Montt | Deportes Temuco      | 1         | 18        |
| César Reyes       | Deportes Concepción   | Cobreloa             | 1         | Repechaje |

## Tabla general Temporada 2005

### Descenso
Como no hubo descenso durante las temporadas 2003 y 2004, a fines de 2005 se efectuó un promedio entre los puntajes de las tres últimas temporadas (Torneos Apertura y Clausura), para determinar a los equipos descendidos y a aquellos que debían disputar la Liguilla de Promoción con equipos provenientes de la Primera B. 
| Pos | Equipo                    | 2003 | 2003 | 2004 | 2004 | 2005 | 2005 | Total |
| Pos | Equipo                    | Pts  | Pond | Pts  | Pond | Pts  | Pond | Total |
| --- | ------------------------- | ---- | ---- | ---- | ---- | ---- | ---- | ----- |
| 1   | Universidad Católica      | 44   | 8.8  | 51   | 15.3 | 93   | 46.5 | 70.6  |
| 2   | Colo-Colo                 | 55   | 11.0 | 65   | 19.5 | 76   | 38.0 | 68.5  |
| 3   | Universidad de Chile      | 43   | 8.6  | 57   | 17.1 | 77   | 38.5 | 64.2  |
| 4   | Deportes Concepción       | 0    | 0    | 0    | 0    | 61   | 61.0 | 61.0  |
| 5   | Cobreloa                  | 53   | 10.6 | 62   | 18.6 | 56   | 28.0 | 57.2  |
| 6   | Huachipato                | 41   | 8.2  | 47   | 14.1 | 65   | 32.5 | 54.8  |
| 7   | Universidad de Concepción | 56   | 11.2 | 60   | 18.0 | 46   | 23.0 | 52.2  |
| 8   | Unión Española            | 49   | 9.8  | 49   | 14.7 | 50   | 25.0 | 49.5  |
| 9   | Everton                   | 0    | 0    | 43   | 17.2 | 53   | 31.8 | 49.0  |
| 10  | Cobresal                  | 43   | 8.6  | 34   | 10.2 | 60   | 30.0 | 48.8  |
| 11  | Santiago Wanderers        | 46   | 9.2  | 50   | 15.0 | 46   | 23.0 | 47.2  |
| 12  | Deportes La Serena        | 0    | 0    | 34   | 13.6 | 50   | 30.0 | 43.6  |
| 13  | Rangers                   | 39   | 7.8  | 33   | 9.9  | 46   | 23.0 | 40.7  |
| 14  | Audax Italiano            | 43   | 8.6  | 47   | 14.1 | 34   | 17.0 | 39.7  |
| 15  | Palestino                 | 43   | 8.6  | 35   | 10.5 | 41   | 20.5 | 39.6  |
| 16  | Coquimbo Unido            | 17   | 3.4  | 47   | 14.1 | 44   | 22.0 | 39.5  |
| 17  | Deportes Puerto Montt     | 40   | 8.0  | 37   | 11.1 | 36   | 18.0 | 37.1  |
| 18  | Deportes Melipilla        | 0    | 0    | 0    | 0    | 37   | 37.0 | 37.0  |
| 19  | Unión San Felipe          | 22   | 4.4  | 32   | 9.6  | 41   | 20.5 | 34.5  |
| 20  | Deportes Temuco           | 28   | 5.6  | 45   | 13.5 | 36   | 18.0 | 34.1  |

Pts=Puntos ganados durante el año

Pond=Puntaje multiplicado por factor ponderador:

0.2 para Temporada 2003

0.3 para Temporada 2004 (excepto para Everton y La Serena: 0.4)

0.5 para Temporada 2005 (excepto para Everton y La Serena: 0.6; Deportes Concepción y Deportes Melipilla: 1.0)

Total=Suma de puntajes multiplicados por factor ponderador

|  | Liguilla de promoción     |
|  | Descendido a la Primera B |

Descendieron directamente Unión San Felipe y Deportes Temuco, que fueron reemplazados por Santiago Morning y Deportes Antofagasta, campeón y subcampeón de la categoría inferior, respectivamente.

### Liguilla de promoción
Jugada entre Deportes Melipilla y Deportes Puerto Montt, por la Primera A, y O'Higgins y Provincial Osorno, por la Primera B, en partidos de ida y vuelta, entre el 26 de noviembre y el 3 de diciembre de 2005.
Primera llave
| 26 de noviembre de 2005, 20:00 | O'Higgins        | 1:0 (1:0) | Deportes Melipilla | Estadio El Teniente, Rancagua                              |                                                            |
|                                | Núñez 24' (pen.) | Reporte   |                    | Asistencia: 10.000 espectadores Árbitro(s): Carlos Chandía | Asistencia: 10.000 espectadores Árbitro(s): Carlos Chandía |

| 3 de diciembre de 2005, 21:00 | Deportes Melipilla                              | 3:3 (0:1) | O'Higgins                                  | Estadio Roberto Bravo Santibáñez, Melipilla             |                                                         |
|                               | Monegat 61' · García 89' · Barrera 90+1' (pen.) | Reporte   | Flores Manzor 27' (pen.), 65' · Lucero 83' | Asistencia: 4.000 espectadores Árbitro(s): Rubén Selmán | Asistencia: 4.000 espectadores Árbitro(s): Rubén Selmán |

- O'Higgins ganó 4-3 en el marcador global y asciende a la Primera División, para la temporada 2006, regresando a la división de honor después de 4 años. Por su parte Deportes Melipilla desciende a la Primera B, para la misma temporada mencionada.

Segunda llave
| 26 de noviembre de 2005, 20:30 | Provincial Osorno | 0:1 (0:1) | Deportes Puerto Montt | Estadio Parque Schott, Osorno                             |                                                           |
|                                |                   | Reporte   | Martínez 27'          | Asistencia: 11.000 espectadores Árbitro(s): Enrique Osses | Asistencia: 11.000 espectadores Árbitro(s): Enrique Osses |

| 30 de noviembre de 2005, 20:30 | Deportes Puerto Montt                                 | 1:2 (1:1) (5:3 p.)         | Provincial Osorno               | Estadio Chinquihue, Puerto Montt                        |                                                         |
|                                | Laffatigue 1'                                         | Reporte                    | Mina 27' · Jara 71'             | Asistencia: 8.000 espectadores Árbitro(s): Rubén Selmán | Asistencia: 8.000 espectadores Árbitro(s): Rubén Selmán |
|                                |                                                       | Tiros desde el punto penal |                                 |                                                         |                                                         |
|                                | Laffatigue · Bassaletti · Martínez · Bolados · Águila |                            | Jara · Guzmán · Mina · Schwager |                                                         |                                                         |

- Pese a que empataron a 2 en el marcador global, Deportes Puerto Montt gana 5-3 en tanda de penales y se mantiene en Primera División, en tanto Provincial Osorno se mantiene en la Primera B.

### Clasificación aCopa Libertadores 2006
Los equipos clasificados fueron:
- Unión Española: como Chile 1 (campeón del Apertura 2005)
- Universidad Católica: como Chile 2 (campeón del Clausura 2005)
- Colo-Colo: como Chile 3 (segundo del Clausura 2005, tras el campeón Universidad Católica)